# إتش تي سي ديزاير إس
هاتف HTC Desire SV بنظام أندرويد هاتف ذكي مصنع من شركة إتش تي سي.

## روابط خارجية
- مواصفات HTC Desire SV